# 谢恩·维克托里诺
谢恩·帕特里克·维克托里诺（Shane Patrick Victorino，1980年11月30日—）出生于美国夏威夷州怀卢库，是美国职棒大联盟的中外野手。维克托里诺以他惊人的速度和强劲的传球臂力而著名，他从本垒跑到一垒只需要3秒7至3秒8，职业生涯至今为止一共有39次外野助杀。他也因此得到夏威夷飞人的称号。

## 早年生活
维克托里诺高中时期曾拿到过学校100米、200米和400米的冠军。他的100米成绩（10秒80）是夏威夷州的纪录。
维克托里诺在1999年大联盟选秀大会上被洛杉矶道奇在第6轮选中。随后6年的时间他几乎都在小联盟中度过。

## 大联盟生涯

### 圣地牙哥教士

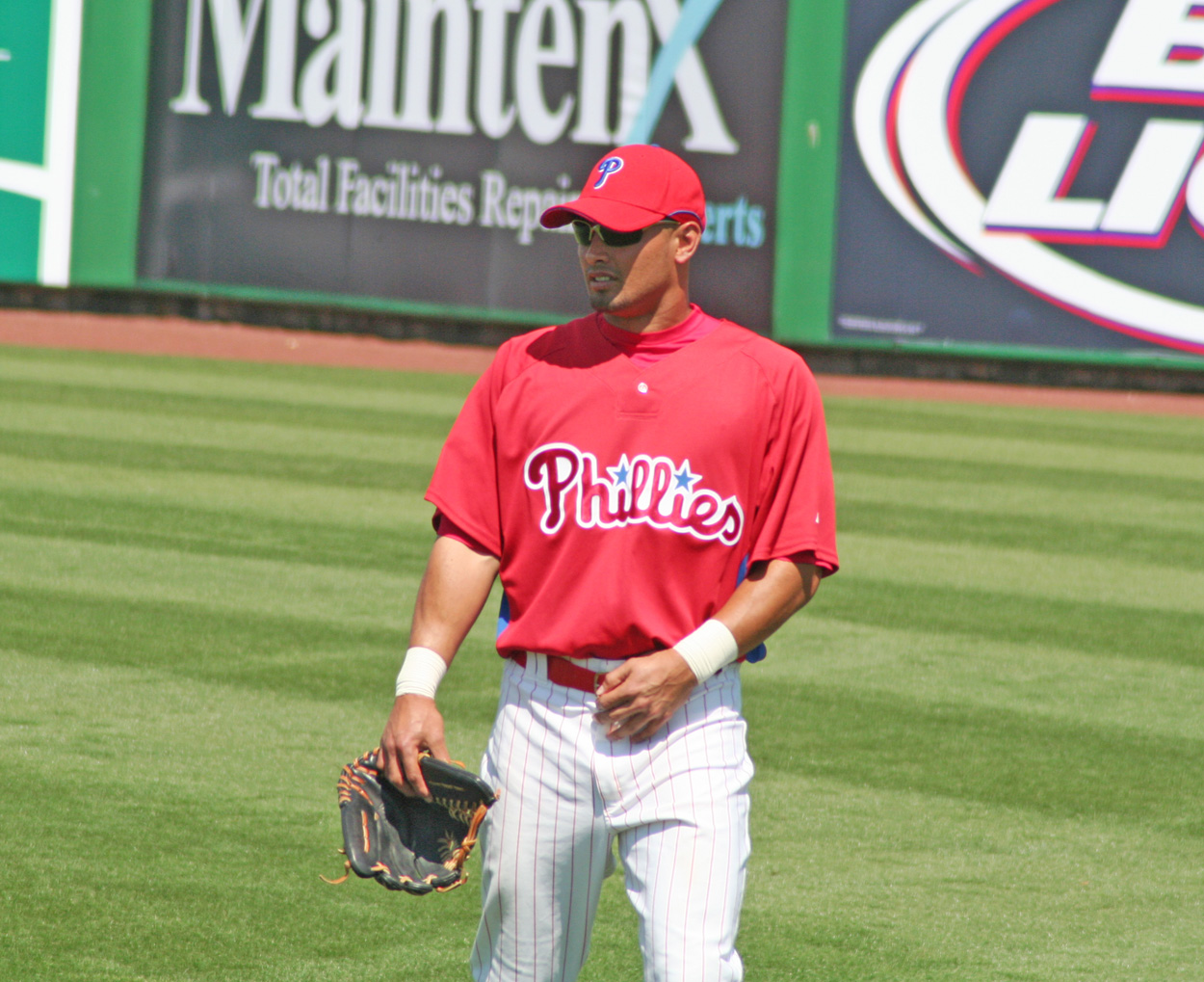
镇守右外野的维克托里诺

2002年圣地牙哥教士在规则五选秀中挑中维克托里诺，之后的赛季他仅代表教士队出赛36场后便回到了道奇队。

### 费城费城人
2004年维克托里诺又一次在规则五选秀中被挑中，这次选择他的是费城费城人。但他再一次没能留在大联盟中，在大联盟出赛21场后费城人队决定将他送还给道奇队，但道奇队拒绝了这一要求，于是维克托里诺被费城人队下放至小联盟。
随着巴比·阿布瑞尤的离开，维克托里诺从2006年起成为费城人队的主力外野手。
2007年6月3日，费城人队为他庆祝“维克托里诺日”，他的父亲也特意从茂宜岛飞来观看这场比赛。这场比赛维克托里诺在9局下半击出再见全垒打。

#### 2008年季後赛
2008年维克托里诺和球队一起打入了季後赛。在国联分区赛第二场二局下半维克托里诺从CC 沙巴西亚手中击出满贯全垒打，这是他职业生涯以来的第一支满贯炮，也是费城人队季後赛历史上的第一支。他也成为历史第一位在季後赛单场比赛中完成一支全垒打、一支二垒安打和两次盗垒成功的球员。

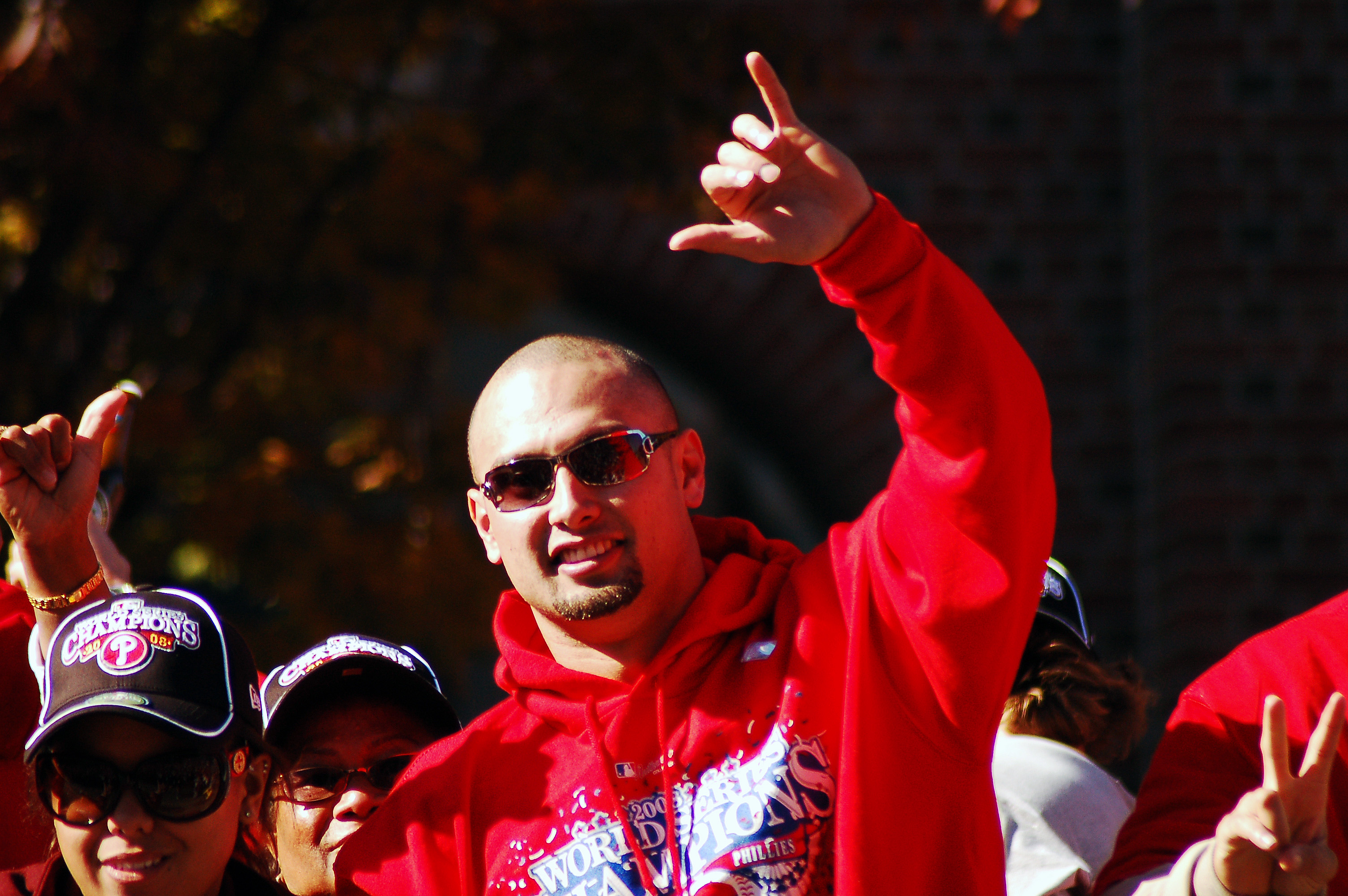
2008年维克托里诺在庆祝世界大赛冠军的游行上

维克托里诺在国联冠军赛中继续扮演重要的角色，第二场比赛他5个打数2支安打，并有4分打点。赛后他被告知他的奶奶已过世的消息。第三场时维克托里诺带着复杂的心情上场，比赛中黑田博树一个并不靠近身体的内角球引起他的不满，并向不会说英语的黑田做出手势表示抗议，他的举动也引起了冲突，双方球员全部冲入场内。维克托里诺的举动也让在场的道奇球迷对其不满，之后他每次上场打击都引起全场的嘘声。赛后维克托里诺也被联盟罚款2500美元。第四场比赛维克托里诺追平比分的两分全垒打也让全场球迷安静下来。最终他和球队一起获得了当年的世界大赛冠军。

#### 2009赛季
2009年维克托里诺在全明星赛最终投票中以1560万票打破了最终投票的纪录，成为最后一位入围全明星赛的国联球员。他也成为第一位入选全明星赛的夏威夷出生的野手。
8月12日在对芝加哥小熊的比赛中，维克托里诺在接一记界外球的时候被一杯啤酒砸中。赛后芝加哥警方出面处理了这起冲突，最终那位球迷以两项轻刑罪被起诉。
这个赛季维克托里诺以13支三垒安打领先全大联盟。

## 2015年賽季
2015年7月27日被交易到天使隊，紅襪隊除了負擔剩餘的380萬薪資外，還獲得內野手Josh Rutledge。

## 私人生活
维克托里诺的父亲是茂宜县一位議員，并且还是一位鹰级童军。
维克托里诺和他的女友梅利莎·史密斯计划在2009年11月举办婚礼。他们有一个女儿，于2007年3月30日出生。赛季休息期他们住在拉斯维加斯。